# Disney XD (Skandinávia)
A Disney XD (Skandinávia) a Disney XD norvég-dán-finn-svéd adásváltozata volt. A csatorna 2009. szeptember 12-én indult a Toon Disney helyén.  A csatorna Dániában, Norvégiában, Svédországban, Finnországban, és Izlandon volt  elérhető norvégül, svédül, dánul, finnül, és angolul.

## Shows
- Gravity Falls
- Wander Over Yonder

## Története
Skandináviában Toon Disney-ként kezdte a sugárzását 2005-ben.
2009-ben a The Walt Disney Company úgy döntött, az Egyesült Államokban már 2009. február 13-a óta futó csatornát, a  "Disney XD"-t kiterjeszti az egész világra, illetve ugyanezt teszi egy másik televíziós csatornájával, a Disney Channel-lel is.
A csatorna Skandináviában 2009. szeptember 12-e óta viseli a Disney XD nevet.
A csatorna 2020. december 31-én megszűnt.

## Műsorok
- Aaron Stone
- Zeke és Luther
- Királyi Páros
- Benne vagyok a bandában
- Phineas és Ferb
- Pokémon
- Zack és Cody élete
- Zack és Cody a fedélzeten
- Tarzan legendája
- Laborpatkányok
- Rejtélyek városkája
- Pókember elképesztő kalandjai
- A galaxis őrzői
- Lego Star Wars: Freemaker család
- Star Wars: Lázadók
- Milo Murphy törvénye
- Kid vs. Kat